# Ніловка (Земетчинський район)
Ні́ловка (рос. Ниловка) — присілок у складі Земетчинського району Пензенської області, Росія.
Населення — 15 осіб (2010; 32 у 2002).
Національний склад станом на 2002 рік:
- росіяни — 100 %